# 九州電気軌道不正手形事件

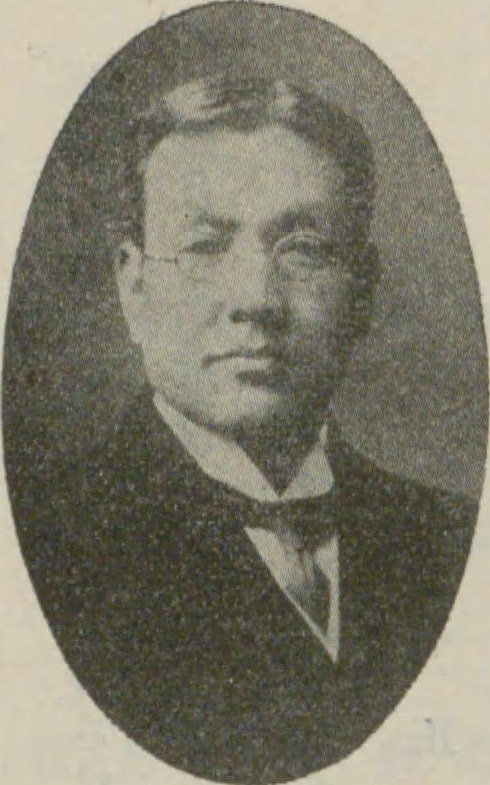
不正手形を濫発した松本枩蔵

九州電気軌道不正手形事件（きゅうしゅうでんききどうふせいてがたじけん）は、九州電気軌道（九軌、現・西日本鉄道）2代目社長の松本枩蔵が、専務在職中から約10年間にわたって社名手形を不正に発行し、資金を私消していたという事件・不祥事である。1930年（昭和5年）に不正手形の存在が発覚し、手形の回収が終わった翌1931年（昭和6年）に公表された。会社の発表によると不正手形の総額は2,250万円に及ぶ。「九軌不正手形事件」、「九軌手形濫発事件」、「松本事件」などとも呼ばれる。

## 九州電気軌道と松本枩蔵
事件の舞台となった九州電気軌道（九軌）は、1908年（明治41年）に設立され、現在の北九州市を中心に電気軌道事業と電気供給事業を営んだ会社である。神戸財界と地元財界が中心となって設立したもので、神戸川崎財閥を率いる松方幸次郎が初代社長となり、さらに松方の代理人久保正助が専務を務めていた。
この松方は第4代・第6代内閣総理大臣を歴任した松方正義の三男で、妹光子（正義四女）の夫、すなわち妹婿に松本枩蔵（1870 - 1936年）という人物がいた。枩蔵は大阪の豪商松本重太郎の養嗣子で、アメリカ留学から帰国した後養父の事業の一つである紡績事業に携わっていたが、1904年（明治37年）に養父の事業が破綻して失敗し、その後は留学時代に知り合った武藤山治の秘書として鐘淵紡績に勤務していた。松方が九州電気軌道を設立すると、枩蔵はしばらくしてからその支配人に就任し、北九州へ赴任した。1913年（大正2年）12月には専務の久保正助と入れ替わりで取締役に選出され、さらに1920年（大正9年）6月、専務へと昇格した。
九州電気軌道の社長は設立以来長年松方幸次郎が務めたが、松方は経営する川崎造船所が昭和金融恐慌の影響で破綻してしまい、その後独自の新事業を立ち上げるとの理由で九州電気軌道から退いた。これを受けて専務の枩蔵が社長に昇格し、1930年（昭和5年）6月27日付で九州電気軌道第2代社長となった。

## 事件発覚の経緯

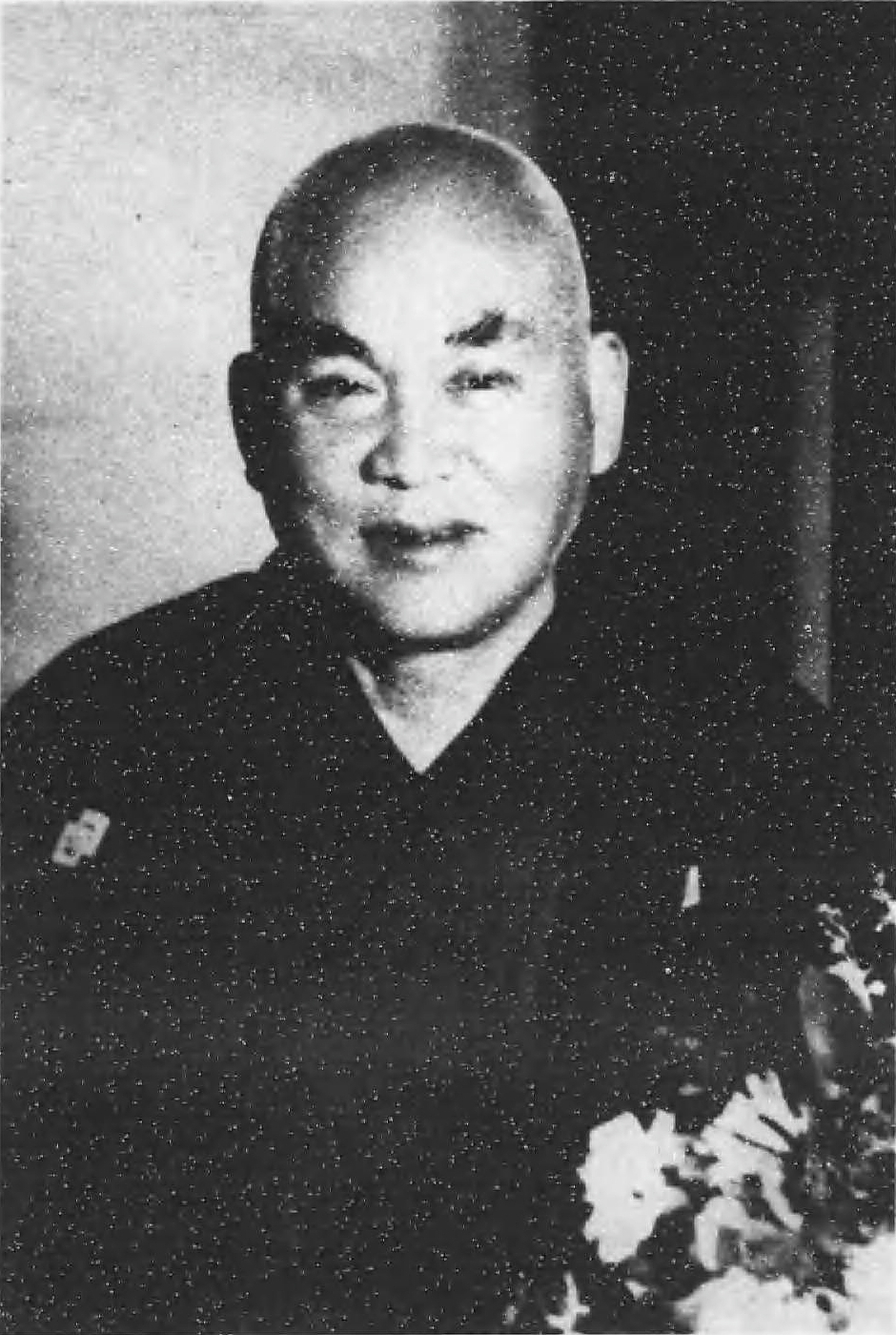
麻生太吉

九州電気軌道と電気事業で競合する電力会社に九州水力電気（九水）というものがあった。同社は後発の電力会社で、先に開業していた九州電気軌道とは当初協調関係にあったものの、1920年代になると北九州工業地帯や筑豊の諸炭鉱への電力供給をめぐって対立、需要家を相互に奪い合うという「電力戦」を展開していた。1920年代後半になって紳士協定を結ぶものの以降も対立が続いたため、九州水力電気は1928年（昭和3年）の麻生太吉社長就任を機に、九州電気軌道の株式買収による経営権掌握を目指すようになる。そして九州水力電気は、九州電気軌道の大株主でもあった専務の松本枩蔵からの株式買収を試みた。
九州水力電気からは取締役の大田黒重五郎が枩蔵との折衝にあたり、1930年8月、社長に昇格したばかりの枩蔵からの株式買収に成功、手続きを完了した。枩蔵は松方幸次郎や松方が経営した十五銀行からも九州電気軌道の株式を譲り受けていたため、売買時には約35万株の九州電気軌道株式を抱えていた（当時の九州電気軌道は資本金5,000万円、株数100万株）。株式を手放した枩蔵は10月8日付で社長を辞任。枩蔵に代わって大田黒が第3代社長となり、麻生も取締役に選出、さらに九州水力電気常務の村上巧児が専務に新任された。かくして九州電気軌道の経営権は新たに大株主となった九州水力電気に掌握された。
ところが経営陣の交代直後の10月11日夜、取締役となったばかりの麻生太吉は福岡県知事松本学から至急電報で呼び出され、翌12日朝に大阪へ出向くと、松本知事から前社長松本枩蔵による長年にわたる社名手形の不正発行を打ち明けられた。そして大阪空堀の自邸に戻っていた枩蔵に面会し、本人からも事件を告白されたという。不正手形事件の発覚である。麻生はただちに上京して当時の大蔵大臣井上準之助に事後処理について支援を要請、社長である大田黒にも事態を告げた。
大田黒から事態を知らされた専務の村上巧児が調査した結果、枩蔵が過去10年間にわたって社印・社長印を不正に持ち出して関西を中心に振り出していた社名手形は合計2,250万円に及んでおり、支払期日は早いもので10月16日に迫っていることが判明したという。枩蔵はこれら期限が迫る不正手形の償還を、株式譲渡の対価として交付された九州水力電気の社債（6分利付き社債総額2,500万円）の売却益をもって秘密裏に行う予定であったが、世界恐慌による社債価格の暴落でその計画が破綻したために松本知事に事態を告白したとされる。枩蔵が不正手形の発行に手を染めたのは、書画・骨董品の蒐集、社交界での浪費、義兄松方幸次郎の金融支援などに充てる資金を得るためであり、また会社の資金調達を円滑にするための株価の高値維持操作（株式の積極的な買収）が目的であったと指摘されている。

## 不正手形の処理

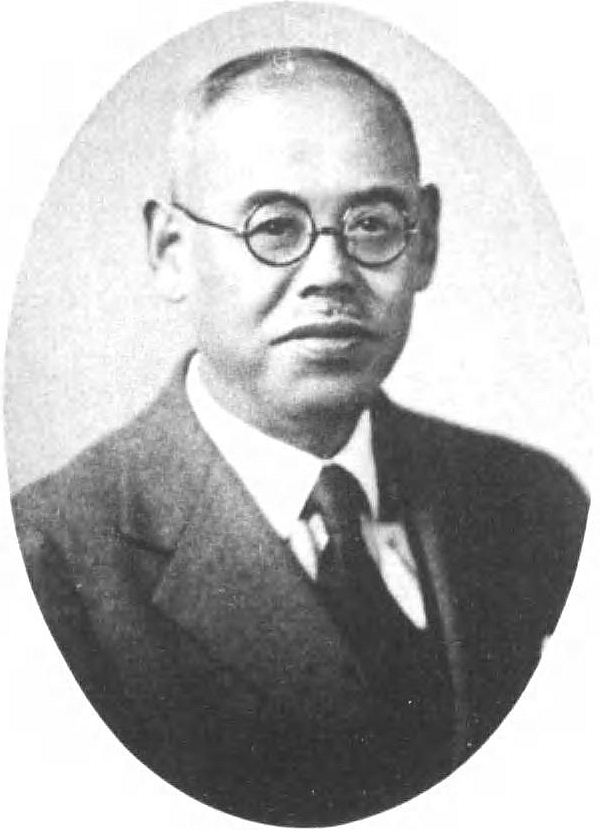
不正手形の回収にあたった村上巧児

2,250万円に及ぶ不正発行された九州電気軌道の社名手形は、基本的には枩蔵からの私財提供（有価証券や預金、地所、書画・骨董品、生命保険など、会社による評価額3,757万円）で処分できる金額であったものの、私財の大部分を占める社債など有価証券はすでに枩蔵の個人債務約1,900万円の担保になっており、これを取り出すには個人債務も返済する必要があった。そこで会社は社名手形と個人債務双方を返済する方針を決定し、政府の意を受けた日本興業銀行の協力の下、次のような手順でこれを処理することとなった。
1. 九州電気軌道は日本興業銀行から1,500万円の融資を受け、この借入金で枩蔵の個人債務を返済し、担保となっている九州水力電気社債を収受する。
2. 九州水力電気は日本興業銀行から2,400万円の融資を受け、この借入金で九州電気軌道の手に渡った自社社債を償還する。
3. 九州電気軌道は、九州水力電気から受け取った資金で不正手形を決済する。
4. 手形処理完了後、九州電気軌道は配当減や新規事業の中止、株式払込金の徴収、枩蔵の私財処分などによって資金を集め、日本興業銀行からの借入金を返済する。

この手順に則り個人債務の返済と手形回収は秘密裏かつ急速に進められたが、事情を知らない銀行から融資の継続を求められたり、日本銀行から急な手形回収を注意されたりするという一幕があったという。また手形回収にあたった専務の村上は北九州の本社を不在がちになったが、当時会社では料金値下げ運動への対処にも追われていたため、専務は当局への陳情・嘆願に出かけているのだろうと思われて怪しまれなかった、というエピソードもある。不正手形の回収は8か月後の1931年（昭和6年）6月2日に完了。6月11日、重役会にて社長の大田黒は初めて事件を社内に公表した。25日には事件が新聞報道され、27日の株主総会にて一般株主にも事件の報告が行われた。また事件の責任をとって麻生・大田黒・村上以外の旧経営陣は辞職した。

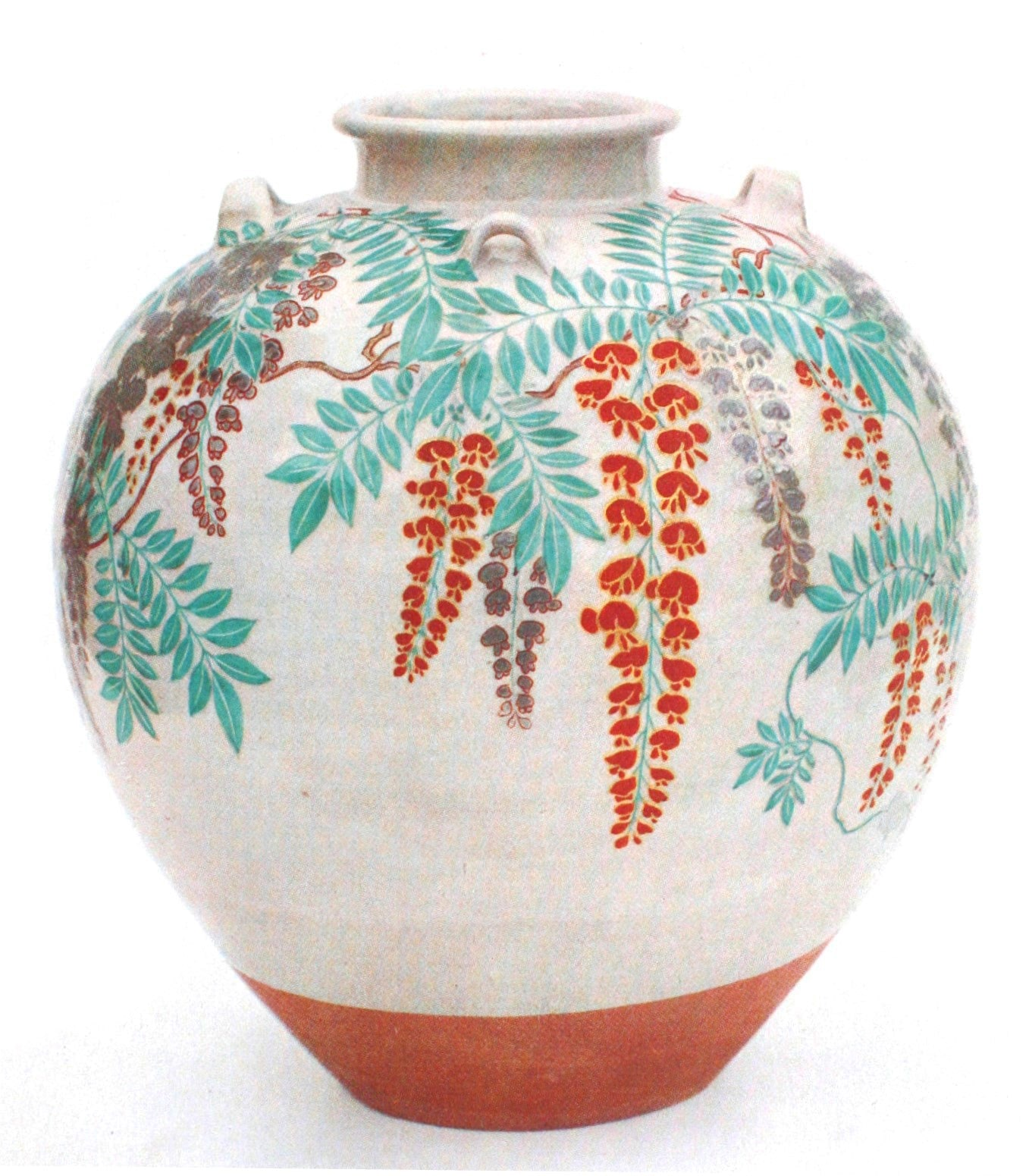
枩蔵所有の美術品のひとつ、国宝の仁清色絵藤花文様壺

大田黒ら新経営陣により、不正手形発行以外にも、枩蔵ら旧経営陣が長年にわたり業績を水増しし、その上負債への利払いに回すべき資金を配当に充てるといういわゆるタコ配当を続けていたことも明らかになった。九州電気軌道は不況下でも年率12パーセントという高配当を維持していたが、それらの業績は架空であり、一転して会社の更生を期する立場に転落した。そして新経営陣の下で、無配断行、人員削減などの再建策が採られた。1933年（昭和8年）6月、三井銀行などの引き受けによる社債発行に成功し、日本興業銀行からの借入金を返済している。一方、会社が枩蔵から収受した私財については、有価証券は1934年までに約3,321万円で処分、書画・骨董品は1933年6月から翌年1月にかけて3回にわけて売立会（入札会）を実施し売却して計501万8,310円の売却益を得た。こうした私財処分でも不正手形・個人債務約4,150万円のうち309万8,000円余りは回収できなかったが、これについては枩蔵に弁償請求はせず、毎期30万円ずつ消却していった。
再建の結果、九州電気軌道は1935年（昭和10年）上期に復配を達成した。これを受けて大田黒重五郎は社長を退任し、同年7月より専務の村上巧児が第4代社長となった。一方、松本枩蔵は翌1936年（昭和11年）2月20日に死去した。長男の松本重治によると、自身が相続した枩蔵の遺産は12円50銭だけであったという。